# Mhammed Dasser
Mhammed Dasser est un juriste marocain. Il a été nommé le 17 juin 2011 Sage au conseil constitutionnel par le roi du Maroc Mohammed VI.

## Parcours professionnel et politique
Né en 1947 et titulaire d’un doctorat d'État en Droit public (1973), il a occupé plusieurs fonctions dont celle de doyen de la Faculté des sciences Juridiques, Économiques et sociales de l'université Hassan II Mohammedia-Casablanca, poste qu’il a occupé jusqu’à sa nomination au conseil constitutionnel.